# Кызылжулдуз (Акмолинская область)
Кызылжулдуз (каз. Қызылжұлдыз — досл. рус. Красная Звезда, ранее Кызылюлдуз) — село в Акмолинской области Казахстана. Относится к городской администрации Кокшетау. Входит в состав Красноярского сельского округа. Код КАТО — 111033300.

## География
Село расположено на правом берегу реки Шагалалы.

### Климат
Классифицируется как семиаридный степной климат с атмосферными осадками (классификация Кёппена: BSk). 
Ярко выражены четыре сезона: жаркое и влажное лето, прохладная и дождливая осень, относительно сухая и холодная зима и относительно влажная, прохладная весна. Климатические условия: сибирский резко континентальный климат со значительными колебаниями температуры (зима — лето).

## Население
В 1999 году население села составляло 131 человек (68 мужчин и 63 женщины). По данным переписи 2009 года в селе проживало 65 человек (36 мужчин и 29 женщин).